# Kyrre Kvam
Kyrre Kvam (* 29. Februar 1976 in Oslo) ist ein norwegischer Filmkomponist und Musicaldarsteller.
Kyrre Kvam wurde an der Mountview-Theaterschule in London zum Musicaldarsteller ausgebildet und absolvierte eine Tournee mit Jesus Christ Superstar. 2001 zog er nach Wien und wurde als Darsteller in Musicals und Theater tätig, darunter Hair, This is not a Love Song und Poppea. Um 2011 verlagerte sich seine Aktivität hauptsächlich zur Musik, er wurde Theater- und Filmkomponist. Für seine Arbeit bei Der Boden unter den Füßen wurde er 2020 für den Österreichischen Filmpreis nominiert.
Er ist seit 2005 mit der Schauspielerin Ruth Brauer-Kvam verheiratet.

## Filmografie (Auswahl)
- 2012: Braunschlag (Fernsehserie, 8 Folgen)
- 2015: Tatort: Grenzfall
- 2016: Landkrimi – Höhenstraße
- 2019: Der Boden unter den Füßen
- 2019: Wie ich lernte, bei mir selbst Kind zu sein
- 2019: Fisch lernt fliegen
- 2019–2020: Andere Eltern (Fernsehserie, 15 Folgen)
- 2020: Tatort: Krank
- 2021: Stadtkomödie – Die Unschuldsvermutung (Fernsehreihe)
- 2021: KBV – Keine besonderen Vorkommnisse (Fernsehserie)
- 2021:  Ich und die Anderen (Fernsehserie)
- 2021: Landkrimi – Vier (Fernsehreihe)
- 2022: Landkrimi – Der Schutzengel (Fernsehreihe)
- 2023: Der Pfau
- 2024: Tiefwassertaucher unterm Dach (Fernsehfilm)
- 2024: Kafka (Fernsehserie, 6 Folgen)[2]
- 2025: Altweibersommer